# Музичний націоналізм
Музичний націоналізм (англ. Nationalism in Music) — в західному музикознавстві термін, що асоціюється з прагненням композиторів — представників народів, що боролися за державність — активно використовувати національний стиль у традиційних європейських жанрах. При цьому «націоналістичний» композитор — той, який сповна відданий ідеям націоналізму, натомість до категорії «національних» відносяться більшість композиторів тієї чи іншої країни, незалежно від їхнього етнічного походження.
В українському музикознавстві термін «націоналізм» вжив Станіслав Людкевич у статті «Націоналізм у музиці» (1905), однак пізніше, як за радянських часів, так і на рубежі століть, термін вже не використовувався. На думку Володимира Грабовського уникнення терміну «націоналізм» в радянському музикознавстві було пов'язано з його невідповідністю офіційній ідеології пролетарського інтернаціоналізму та з тим фактом, що у радянській науці національне могло існувати лише в парі з соціалістичним, на зразок «національне за формою, соціалістичне за змістом», де національному відводилася роль декору соціалістичного. Сама стаття Людкевича в оригінальному вигляді була перевидана лише в 1999 році.

## Західне музикознавство
В Західному мистецтвознавстві «націоналізм» згадується у зв'язку зі становленням у Східній Європі національних музичних шкіл, представники яких намагались дистанціюватися від стандартів класичної доби, насамперед французьких, італійських і, особливо, німецьких. В контексті «музичного націоналізму» розглядаються:
- Польща — (Ф. Шопен, з кінця 1820-х років)
- Росія — М. Глінка (перша опера, 1836), композитори «Могутньої купки» (з 1860-х років)
- Чехія — А. Л. Дворжак, Б.Сметана, Л. Яначек
- Угорщина — Ф. Ліст, З. Кодаї, Б. Барток
- Норвегія — Е. Гріг,
- Фінляндія — Ян Сібеліус,
- Іспанія — М. де Фалья, І. Альбеніс, Е. Гранадос,
- Англія — Холст і Воан-Вільямс,
- США — А. Копленд, Дж. Гершвін, Ч. Айвз, і Л. Бернстайн,
- Бразилія — Вілла-Лобос

Інтерес композиторів до національного проявляється у використанні музичних ідей і мотивів, які ідентифікуються з конкретною країною, регіоном або етнічною приналежністю, такою як народні мелодії, ритми й гармонії, які надихають їх. Ключовим стає інтерес митців до народної творчості. Під «народною» розумілася радше творчість нижчих верств населення, зокрема селянський фольклор. Західні дослідники відмічають, що сам націоналізм є явищем властивим радше буржуазії, відтак звернення представників вищих верств до культури нижчих є з одного боку, спробою їх переконання у щирості власного патріотизму, а з іншого — спробою подолання класових бар'єрів.
Відмічається, що композитори були «повільними» у відкритті й використанні народних пісень. Використання селянських танців, таких як мазурка, в камерній музиці було продовжено їх введенням у масштабні симфонічні твори, де завдяки рясній оркестровці їх первинний невигадливий характер дедалі більше маскувався. Монодичність народних пісень спричиняла певні трудності їх асиміляції в традиційній мажоро-мінорній системі, що спонукало композиторів до експериментів у гармонізації і, відтак, ускладнення гармонічної системи.
Пізніше композитори почали захоплюватись як фольклором власного, так і інших, маловідомих і «менш зіпсованих цивілізацією» на той момент народів, що розглядалося як екзотичність англ. Exoticism. В цьому контексті відзначається музична творчість «російських націоналістів, які проголосили музичні незалежність від західноєвропейських моделей, і досягали її шляхом експлуатації екзотичного фольклору центральної Азії, народи якого щойно були підкорені царською імперією».

## Українське музикознавство

### С. Людкевич

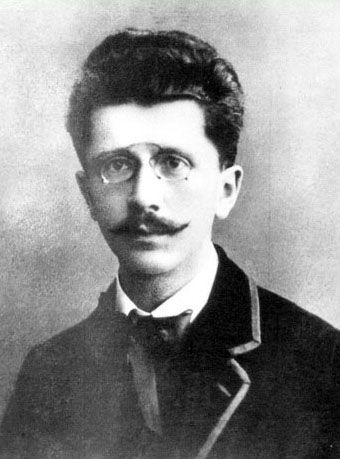
Станіслав Людкевич, автор праці «Музичний націоналізм», 1905

Станіслав Людкевич у статті «Музичний націоналізм» піднімає питання становлення національного напрямку в українській музиці, порівнюючи з аналогічними явищами інших музичних культур, що відбувалися на тлі розквіту романтизму, роль якого дослідник відзначає так:

| Романтизм пробудив до нового буйнішого життя та національної свідомості трохи не всі слабші та молодші нації Європи, у яких культурно-національний побут не дійшов був ще до свого виразу або занапастився в загальнім поході культури, та що між головними девізами літератури, культури і штуки помістив ідею національности |
Порівнюючи творчість М.Лисенка, як основоположника української музики і М. Глінки, як основоположника російської, Людкевич відзначає з одного боку, його залежність від «російських націоналістів» та «спізненість» модерного націоналізму, причиною якого є нерозуміння «наших національних подвижників» того, що, — «всі справді оригінальні класичні майстри всіх часів були наскрізь національні» На думку В. Грабовського сам Людкевич «прихильно ставився до проблем музичного націоналізму», що відобразилось як у назвах його програмних музичних творів, так і великій кількості статей, присвячених проблемам ролі української пісні і літературі в творчості українських композиторів.

### І. Ляшенко
Іван Ляшенко у монографії «національне та інтернаціональне в музиці» (1991) розглядає національний фактор крізь призму діалектик національного та інтернаціонального, а також традиційного і новаторського підходів. Посилаючись на В. І. Леніна, дослідник розглядає дві тенденції у національному питанні — «пробудження національного життя і національних рухів, боротьба проти всякого національного гніту, створення національних держав», властиву початковому етапу розвитку капіталізму, та «розвиток і частішання всіляких зносин між націями, ломка міжнаціональних перегородок, створення інтернаціональної єдності капіталу, економічного життя взагалі, політики, науки і т. д.», властивій пізнішому етапу. На думку дослідника, ці тенденції існують у постійній взаємодії, «національне завжди несе в собі заряд переростання своїх локально-етнічних думок», а «інтернаціональне в свою чергу знаходиться не „біля“, „над“ чи „під“, а всередині національного».
Оцінюючи розвиток української музики радянської доби І.Ляшенко відзначає такі негативні тенденції як:
1. невиконання всіх своїх суспільних і культурних функцій українською мовою, зникнення її інтелектуального і духовного потенціалу в побуті, науковій та художній творчості, у мистецькому житті тощо;
2. протиставлення інтеграційних та диференційних процесів у стилеутворенні української національної художньої культури, що призводить з одного боку, до розчинення української національної культури, а з іншого — до її герметезації[12]
3. послаблення національно-культурної пам'яті в середовищі української інтелігенції, в усіх сферах її діяльності, включаючи політику, культуру, науку, мистецтво, що неминуче веде до втрати українською національною культурою перспектив свого розвитку, а отже можливостей впливати своєю самобутністю й оригінальністю на світову культуру[12].